# China Metallurgical Group
La China Metallurgical Group Corporation est une entreprise chinoise dont le siège social est localisé à Pékin. L'entreprise est une entreprise de l'industrie minière appartenant à l'État et exploite entre autres minerais du cuivre, minerai de fer, nickel, cobalt, zinc, aluminium et plomb.

## Histoire
À la fin de 2007 l'entreprise a obtenu du gouvernement afghan l'exploitation du plus grand gisement de cuivre du pays à Mes Aynak, estimé à 13 millions de tonnes de cuivre. Au Pakistan, le groupe exploite aussi la mine de Saindak.
En décembre 2015, China Minmetals annonce la fusion de ses activités avec China Metallurgical Group, spécialisée dans l'ingénierie minière et sidérurgique et n'ayant que peu d'exploitations minières, créant un groupe avec un chiffre d'affaires de 96 milliards de dollars.